# Zhou Jichang
Dans ce nom, le nom de famille, Zhou, précède le nom personnel Jichang.

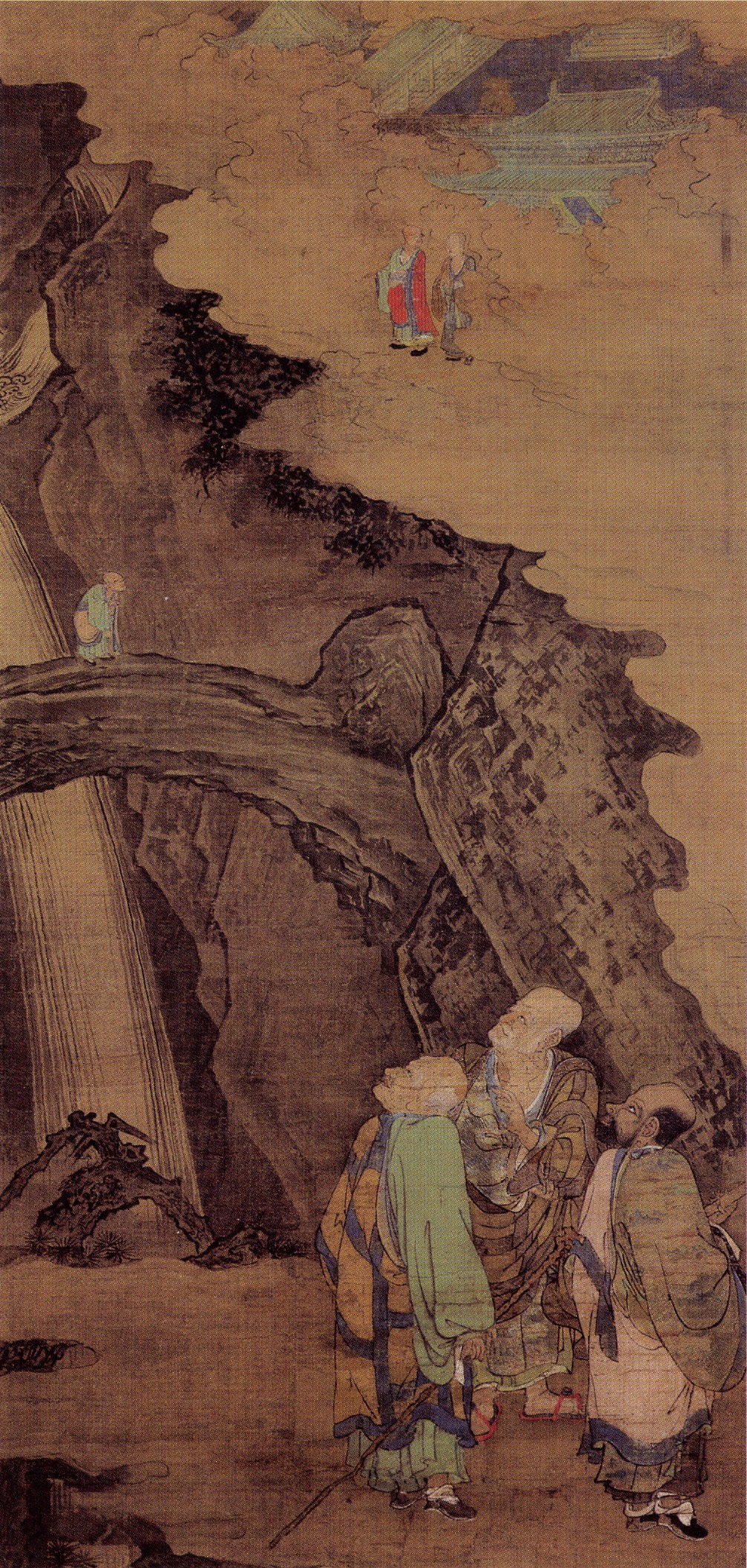
Chen Chun, Pont de pierre sur le mont Tiantai, Freer Gallery of Art, 1178

Zhou Jichang (chinois : 周季常 ; pinyin : Zhōu Jìcháng ; Wade : Chou Chi-ch'ang), Japonais : Shuu Kijou) (actif au début du XIe siècle) est un peintre chinois de la dynastie Song (960-1279) (Song du Nord, 960-1127). Ses œuvres ont pour thème principal le bouddhisme chinois.
Avec son contemporain et associé Lin Tinggui, ils sont responsables du projet artistique appelé Cinq cent Luohan en 1178. Cette œuvre majeure est conservée aux États-Unis, dans le Smithsonian Freer Gallery of Art, à Washington. D'autre de ses peintures sont conservées au temple Daitoku-ji à Kyoto, au Japon.
Sa peinture la plus célèbre est le Pont de pierre sur le mont Tiantai.
|  |  |